# Хаджи Мухаммад-хан
Хаджи Мухаммад-хан, Хаджим-хан (узб. Xoji Muhammadxon; 1519—1602, Ургенч) — десятый представитель узбекской династии Арабшахидов, который правил в 1558—1594 и 1598—1602 годах в Хорезмском государстве.

## Происхождение

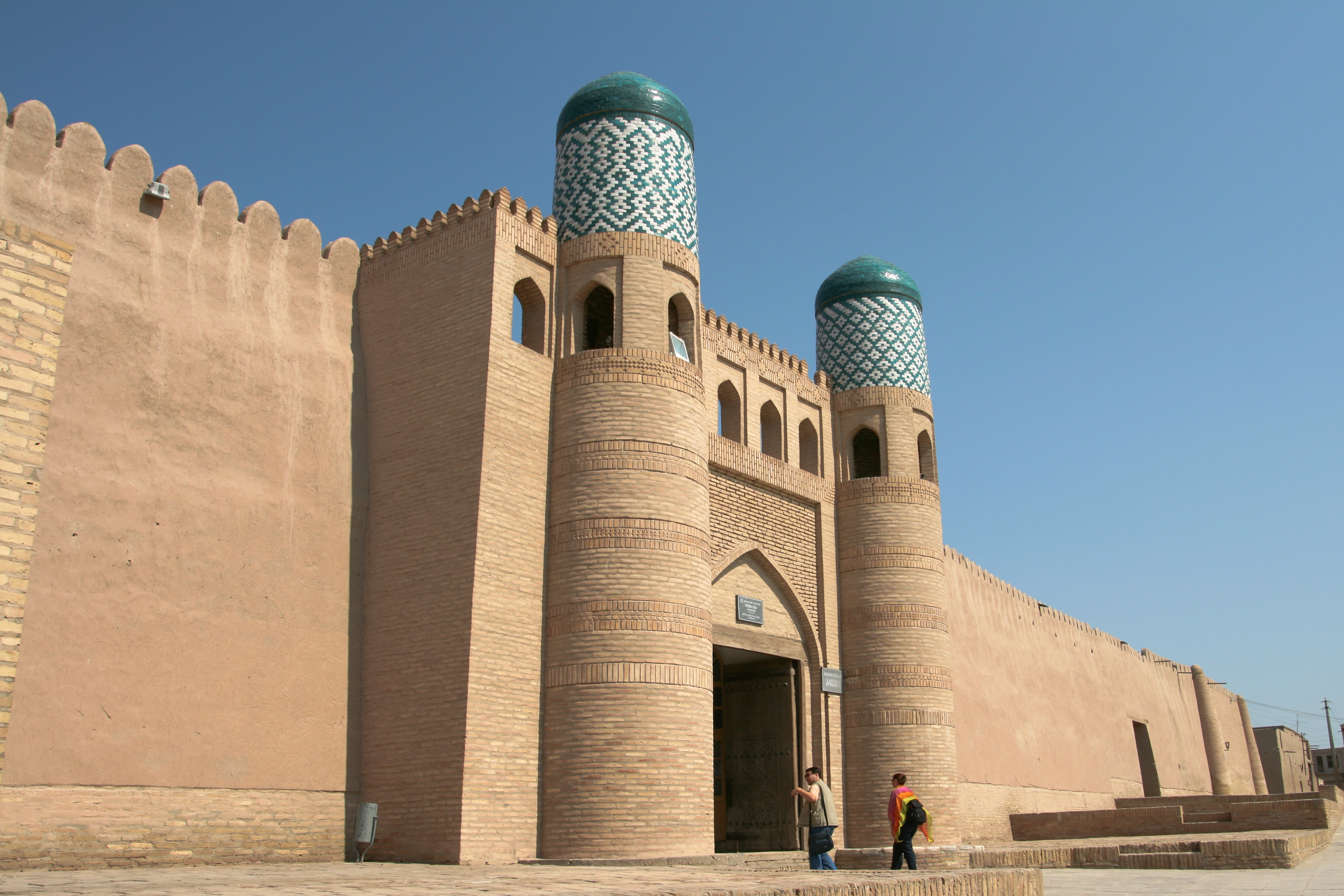
Ворота Хивы

Хаджи Мухаммад-хан был сыном Агатай-хана и потомком правителя Узбекского улуса Йадгар-хана.

## Приход к власти
Хаджи Мухаммад-хан при поддержки Али-султана, сына Аванеш-хана и после смерти сына Буджуга-хана Дост-хана был возведён на престол в Вазире в период сложных политических процессов в 1558 году. Взамен оказанной поддержки Али-султан, помимо наследственного ему Даруна, получил также во владение в качестве уделов Ургенч, Хазарасп, Кят. Как отмечал современник, не будучи ханом, он тем не менее являлся полновластным распорядителем в «стране гор и стране рек», то есть в Хорасане и Хорезме, вплоть до своей смерти в 1568/1569 году.
В сравнительно продолжительное правление Хаджи Мухаммад-хана, считавшегося «опытным, справедливым и набожным государём», были предприняты попытки объединения страны и усиления позиции центральной власти, однако добиться очевидных успехов в данном направлении не удалось.
При Хаджи Мухаммад-хане начинался постепенный процесс переноса основной ставки хорезмских правителей в город Хиву, завершившийся в период правления Абульгази-хана (1643—1663).

## Внешняя политика
Во время его правления страну посетил английский путешественник Антоний Дженкинсон.
В 1564 году Хаджи Мухаммад-хан отправил посла к русскому царю Ивану Грозному.
Резиденцией хана был город Везир, а затем Ургенч.
Период правления Хаджи Мухаммад-хана отличался относительным спокойствием, несмотря на три похода бухарского хана Абдулла-хана II на Хорезм.

## Хаджим-хан и Абдулла-хан II
Правитель Бухарского ханства Абдулла-хан II поддерживал дипломатические связи и союз с Османской империей. 
В 1593 году Абдулла-хан II отправил в Хорасан войска под командованием своего сына Абдалмумин-хана, а сам решил подавить мятеж в Хорезме. В течение 1593—1594 годов Абдулла-хан II нанёс поражение Хаджим-хану. Хорезм был завоеван Абдулла-ханом и Хаджиим-хан вместе со своими сыновьями и внуками был вынужден найти убежище в Казвине у сефевидского шаха Аббаса I, рассчитывавшего в дальнейшем использовать данный фактор для усиления своего влияния в Хорезме. Сразу же после своего похода в Хорезм, в 1593 году Абдулла-хан II отправляет посла с ценными подарками в Стамбул.
Лишь после смерти Абдулла-хана II в 1598 году неоднократные попытки Хаджим-хана вернуть престол в Хорезме увенчались успехом

## Смерть
Хаджи Мухаммад-хан скончался в 1602 году и к власти в Хорезме пришел его сын Араб Мухаммад-хан.